# آرثر غونتر
آرثر غونتر (بالإنجليزية: Arthur Gunter)‏ هو كاتب أغاني ومغني أمريكي، ولد في 23 مايو 1926 في ناشفيل في الولايات المتحدة، وتوفي في 16 مارس 1976 في ميشيغان في الولايات المتحدة بسبب ذات الرئة.

## وصلات خارجية
- آرثر غونتر على موقع ميوزك برينز (الإنجليزية)
- آرثر غونتر على موقع ديسكوغز (الإنجليزية)